# James Nash

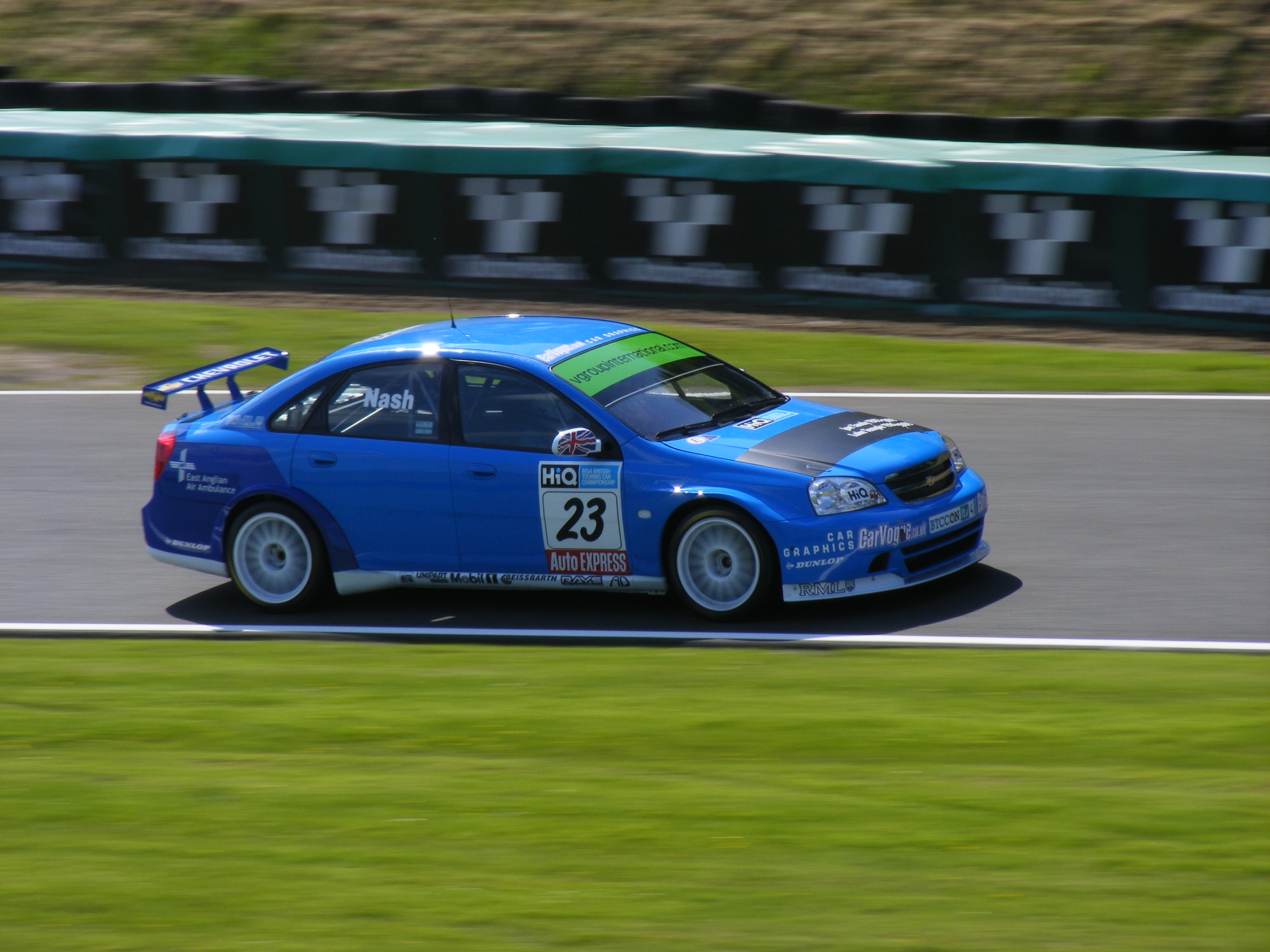
James Nash i British Touring Car Championship på Oulton Park 2009.

James Nash, född 16 december 1985 i Milton Keynes, är en brittisk racerförare, tävlandes i en Ford Focus S2000 TC för Team Aon i World Touring Car Championship. Nash blev mästare i privatförarcupen i British Touring Car Championship 2011.

## Racingkarriär

### Formelbilskarriären och steget till standardvagnsracing
Nash inledde sin racingkarriär i Formula Ford Zeus 2005, efter att ha blivit tvåa i kartingmästerskapet Super 1 National Formula TKM Extreme Championship året innan. Under 2006 blev han femma i Formula Ford Great Britain och slutade sjua i Duratec-klassen i Formula Ford Festival. Nash körde sin sista Formel Ford-säsong 2007, i samma mästerskap som året innan. Den säsongen bestod av 25 race och Nash tog pallplaceringar i 15 av dem, men endast en var seger. I Formula Ford Festival slutade han på femte plats.
Till säsongen 2008 hade Nash gett upp sin formelbilskarriär och han valde istället att satsa på standardvagnsracing och SEAT León Eurocup för SUNRED Engineering. Säsongen blev mycket jämn och i slutändan var de fyra förarna mellan tredje och sjätte plats inom bara tre poäng. Eoin Murray var den som drog det längsta strået och tog tredjeplatsen, medan Massimiliano Pedalà och James Nash slutade som fyra respektive femma. Platsen bakom tog Tom Boardman.

### British Touring Car Championship

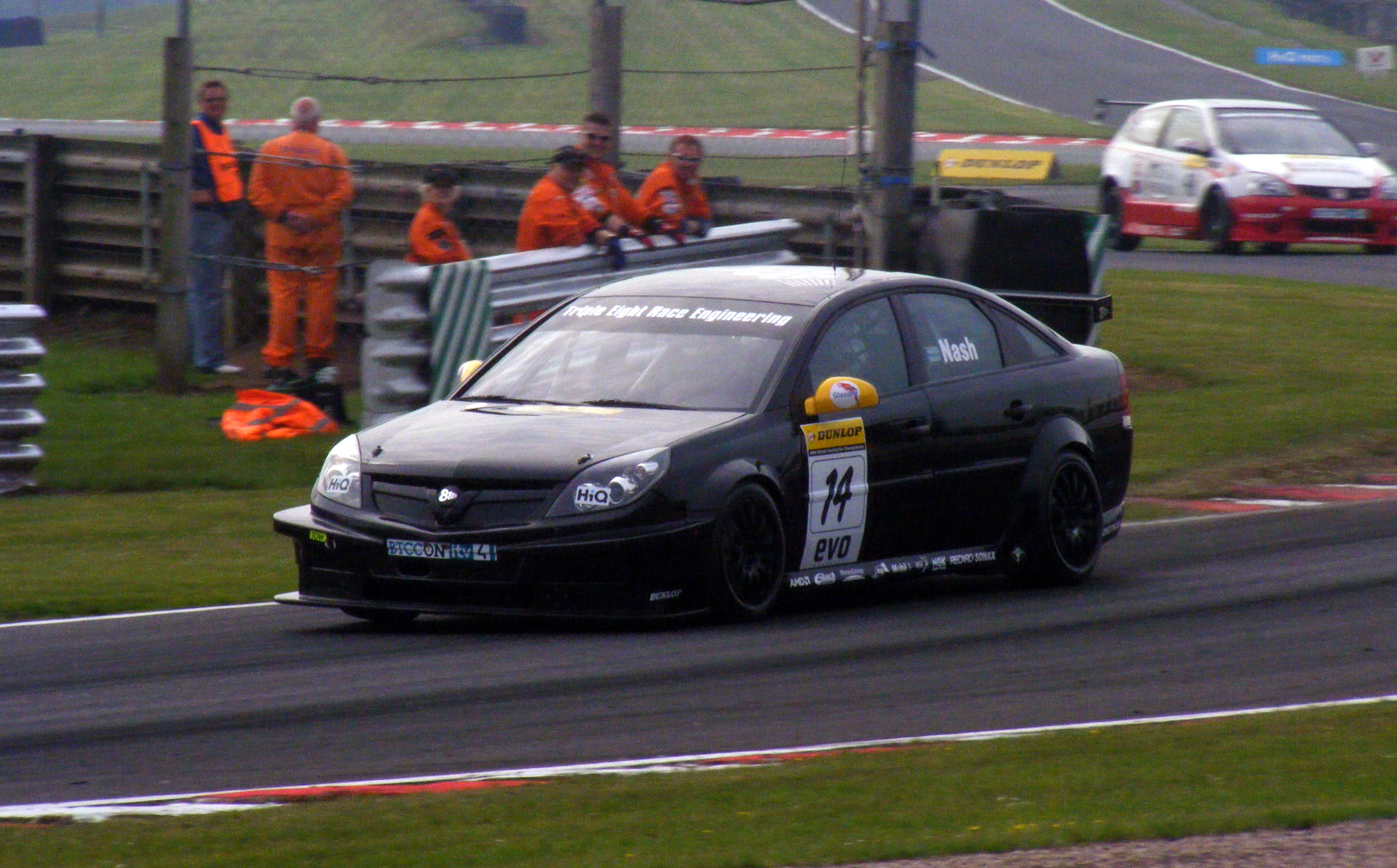
James Nash i British Touring Car Championship på Oulton Park 2010.

Nash vände sedan hem till brittisk racing igen och anslöt i British Touring Car Championship med en Chevrolet Lacetti för RML Group från och med den fjärde tävlingshelgen. De första racen på Nashs säsong gav inga poäng, men han slog sedan till med att bli trea och sätt det snabbaste varvet i det första racet på Silverstone Circuit. Han låg även tvåa i det tredje racet på Snetterton Motor Racing Circuit, då han körde in i Rob Collards bil, som spann runt och träffades av Stephen Jelly. Nash gick i mål som segrare, men blev sedan diskvalificerad för att ha varit källan till kraschen. Tredjeplatsen blev säsongens absolut bästa, men han tog ytterligare några poäng och slutade femtonde i förarmästerskapet samt på fjortonde i privatförarcupen.
Efter säsongen 2009 lämnade Nash RML Group och ersatte Fabrizio Giovanardi i Triple Eight Race Engineerings Vauxhall Vectra till säsongens andra tävlingshelg. Han var en ganska stabil poängplockare under säsongen och tog som bäst en tredjeplats på Oulton Park. I det tredje racet på Snetterton fick han pole position, men snurrade av på det andra varvet. Totalt räckte det till tolfte plats i förarmästerskapet och åttonde i privatförarcupen.
Säsongen 2011 inledde Nash starkt, med en andraplats på Brands Hatch. Han följde upp den med en fjärde och en sjätte plats, för att sedan ta två tredjeplatser och en andraplats på Donington Park. Efter den andra tävlingshelgen var Nash till och med totalledare av mästerskapet. Han tappade dock ledningen redan under den efterföljande tävlingshelgen och lyckades aldrig få tillbaka den. Nash tog senare en seger på Rockingham Motor Speedway och slutade totalt på femte plats, men vann privatförarcupen före Mat Jackson.

### World Touring Car Championship
Arena Motorsport, som tidigare tävlade med Ford Focus i BTCC, valde att ta steget upp till World Touring Car Championship som fabriksteam med Ford till säsongen 2012. Tom Chilton, som tävlade för dem även i BTCC, blev en av deras förare, medan de kontrakterade Nash som deras andra förare. Nash tävlar därför i WTCC från och med 2012 för Arena Motorsport, under tävlingsnamnet Team Aon.

### Karriärstatistik
| År                                               | Klass/Mästerskap                                                   | Team                          | Bil                 | Totalt/poäng   | Bästa placering             |
| ------------------------------------------------ | ------------------------------------------------------------------ | ----------------------------- | ------------------- | -------------- | --------------------------- |
| 2005                                             | Formula Ford Zeus                                                  | ?                             | Zeus SC1            | -/0p           | ?                           |
| 2006                                             | Formula Ford Great Britain                                         | Fluid Motorsport              | Van Diemen RF06     | 5:a/355p       | ?                           |
| 2006                                             | Formula Ford Festival - Duratec - Pre finals                       | Fluid Motorsport              | Van Diemen RF06     | -              | ?                           |
| 2006                                             | Formula Ford Festival - Duratec class                              | Fluid Motorsport              | Van Diemen RF06     | 7:a            | 7:a på ?                    |
| 2007                                             | Formula Ford Great Britain                                         | Kevin Mills Racing            | Van Diemen DP07     | 2:a/562p       | 1:a på ?                    |
| 2007                                             | Formula Ford Festival - Duratec - Pre finals                       | ?                             | Van Diemen DP07     | -              | ?                           |
| 2007                                             | Formula Ford Festival - Duratec class                              | ?                             | Van Diemen DP07     | 5:a            | 5:a på ?                    |
| 2007                                             | Formula Ford 1600 Walter Hayes Trophy                              | ?                             | Van Diemen RF92     | 2:a            | 2:a på ?                    |
| 2008                                             | SEAT León Eurocup                                                  | SUNRED Engineering            | SEAT León           | 5:a/36p        | Två andraplatser            |
| 2008                                             | Formula Ford 1600 Walter Hayes Trophy                              | ?                             | Van Diemen RF92     | 7:a            | 7:a på ?                    |
| 2009                                             | HiQ MSA British Touring Car Championship                           | RML Group                     | Chevrolet Lacetti   | 15:e/24p       | 3:a på Silverstone (Race 1) |
| 2009                                             | HiQ MSA British Touring Car Championship - Independents' Trophy    | RML Group                     | Chevrolet Lacetti   | 14:e/32p       | 3:a på Silverstone (Race 1) |
| 2010                                             | Dunlop MSA British Touring Car Championship                        | Uniq Racing with Triple Eight | Vauxhall Vectra     | 12:a/52p       | 3:a på Oulton Park (Race 3) |
| 2010                                             | Dunlop MSA British Touring Car Championship - Independents' Trophy | Uniq Racing with Triple Eight | Vauxhall Vectra     | 8:a/112p       | 2:a på Oulton Park (Race 3) |
| 2011                                             | Dunlop MSA British Touring Car Championship                        | 888 with Collins Contractors  | Vauxhall Vectra     | 5:a/191p       | 1:a på Rockingham (Race 1)  |
| 2011                                             | Dunlop MSA British Touring Car Championship - Independents' Trophy | 888 with Collins Contractors  | Vauxhall Vectra     | 1:a/268p       | Sju segrar                  |
| 2012                                             | World Touring Car Championship                                     | Team Aon                      | Ford Focus S2000 TC | säsongen pågår | säsongen pågår              |
| Senast uppdaterad: 2012-04-10 (4733 dagar sedan) |                                                                    |                               |                     |                |                             |